# Jana Bellin
Jana Bellin (nascuda Malypetrová, el 9 de desembre de 1947 a Praga, Txecoslovàquia), és una jugadora d'escacs britànica, que obtingué el títol de Mestre Internacional Femení (WIM) el 1969, i el de Gran Mestre Femení (WGM) el 1982.

## Biografia
Bellin és metgessa especialista en anestesiologia, i treballa al servei de cures intensives al Sandwell General Hospital, de West Bromwich.
És també membre de la Comissió Mèdica de la FIDE, que supervisa els controls antidòping dels jugadors d'escacs.
Bellin va estar casada en primer lloc amb el Mestre Internacional William Hartston, posteriorment amb el Gran Mestre Tony Miles, i encara més tard amb el Mestre Internacional Robert Bellin, amb qui té dos fills, Robert (nascut el 1989) i Christopher, (nascut el 1991).
És també la neta del tercer Primer Ministre de Txecoslovàquia, Jan Malypetr.

## Resultats destacats en competició
Bellin ha guanyat el Campionat femení de la Gran Bretanya els anys 1970, 1971, 1972, 1973, 1974, 1976, 1977 (després d'un play-off), i el 1979. En Olimpíades d'escacs, ha guanyat una medalla de bronze, el 1968 amb l'equip de Txecoslovàquia, i una d'argent el 1976 amb l'equip d'Anglaterra.